# Tatrapan

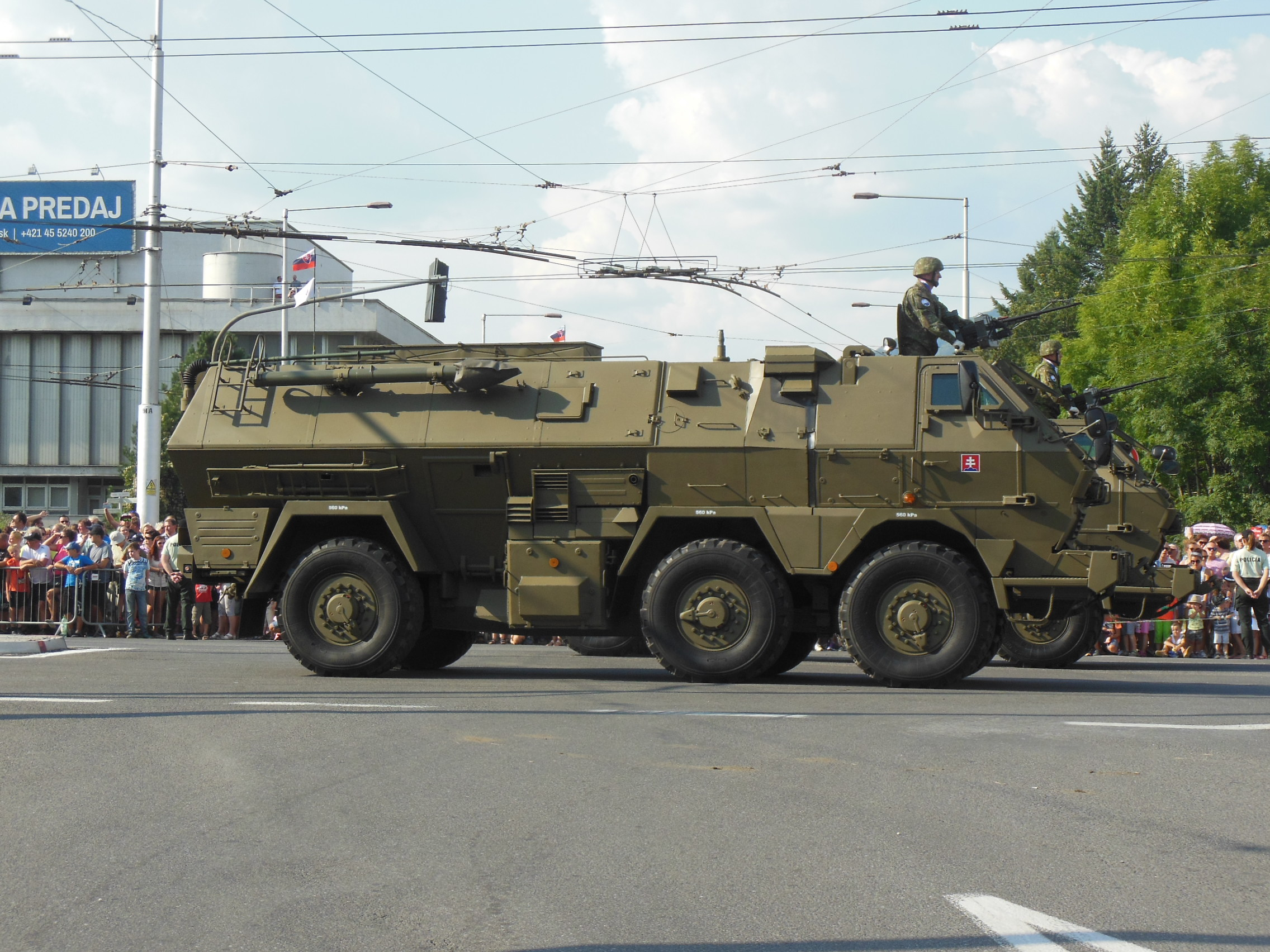
Podstawowa wersja transportera opancerzonego

Tatrapan – słowacki kołowy transporter opancerzony opracowany na potrzeby słowackich sił zbrojnych. Wóz zbudowany jest w układzie napędowym 6×6 na podwoziu samochodu ciężarowego Tatra T815.

## Historia
Tatrapan został opracowany jako wielozadaniowy pojazd opancerzony, przeznaczony do transportu żołnierzy, nośnik uzbrojenia oraz systemów specjalistycznych. Wozy znajdują się na wyposażeniu słowackich sił zbrojnych od 1994 roku. Pojazd znajduje się również na wyposażeniu sił zbrojnych Cypru, gdzie wykorzystywany jest jako wozy dowodzenia samobieżnych armatohaubic wz. 2000 Zuzana. Pojazdy eksploatowane były na misjach NATO i ONZ, między innymi w Erytrei, Iraku, ISAF w Afganistanie, Wzgórzach Golan i UNFICYP na Cyprze. Do 2009 roku wybudowano około 50 pojazdów dla Słowacji i Cypru. W 2015 roku podczas salonu przemysłu obronnego IDET producent zaprezentował wariant w układzie 8×8 w wersji nośnika stanowiska obsługi radaru i kontenerów.

## Konstrukcja
Tatrapan oparty jest na zmodyfikowanym podwoziu terenowej ciężarówki Tatra T815. Dwie osie znajdują się w przedniej części kadłuba a z tyłu jedna. W Tatrze T815 podwójna oś ulokowana była z tyłu, a z przodu pojedyncza. Napęd stanowił początkowo silnik wysokoprężny Tatra T3-930-51 o mocy 355 KM, który wymieniono na silnik KHD Deutz sprzężony z automatyczną skrzynią biegów TD 611175. Nowa jednostka napędowa generuje moc 450 KM. Przedział silnikowy oraz zbiorniki paliwa wyposażone są w automatyczny system gaśniczy.
Na podwoziu osadzona jest zabudowana kabina. Jej przednią część zajmuje kierowca i dowódca. Z przodu kabiny znajdują się dwie przednie szyby dla kierowcy i dowódcy, które można zasłonić poziomymi pancernymi żaluzjami. Za kabiną znajduje się przedział dla 10 żołnierzy desantu. W razie konieczności liczba żołnierzy transportowanych wewnątrz Tatrapana może wzrosnąć do 12. Osłona balistyczna wozu zapewnia ochronę przed odłamkami pocisków artyleryjskich i ostrzałem z broni o kalibrze 7,62 mm. Dno wozu zabezpieczone jest przed wybuchami IED oraz min – ma kształt litery „V”, co w przypadku detonacji takiego ładunku pod pojazdem rozprasza siłę wybuchu. Tylna część wozu jest modułowa, możną ją zdemontować i zamontować inny, zmodyfikowany moduł wyposażenia w zależności od potrzeb. Wymiana modułu trwa około 60 minut.
Wersja podstawowa transportera jest wyposażona w jeden lub dwa zamontowane na dachu karabiny maszynowe kal. 7,62 mm lub 12,7 mm, lub granatniki automatyczne kal. 40 mm. Do dyspozycji załogi jest dzienno-nocny system obserwacji, systemy łączności oraz układ ogrzewania i klimatyzacji. Koła wyposażone są w system automatycznego pompowania opon.

### Wersje
- Tatrapan T1/Z1 – podstawowy wariant transportera opancerzonego.
- Tatrapan ZASA – wersja przeznaczona na misje zagraniczne, o wzmocnionej konstrukcji i zabezpieczeniu przeciwminowym.
- Tatrapan VESPRA – wóz dowódczo-sztabowy.
- Tatrapan PVO – wóz dowodzenia dla obrony przeciwlotniczej. Załoga liczy 7 osób.
- Tatrapan DELSYS – wóz dowodzenia dla artylerii.
- Tatrapan ARSYS, BAZUS i VPG – wozy dowodzenia dla armatohaubic samobieżnych wz. 2000 Zuzana/Zuzana 2.
- Tatrapan AMB – wersja wozu MEDEVAC[3][5].

## Użytkownicy
- Słowacja
- Cypr